# Исида
Иси́да (Изи́да; егип. js.t, др.-греч. Ἶσις, лат. Isis) — одна из значимых богинь Древнего Египта, представлявшаяся образцом для понимания египетского идеала женственности и материнства. Она почиталась как сестра и супруга Осириса, мать Гора (Хора) и, соответственно, египетских фараонов, которые считались его земными воплощениями. Покровительствовала рабам, грешникам, ремесленникам и угнетённым, но прислушивалась и к молитвам богачей, девушек, аристократов и правителей.
Имя «Исида» означает «трон», который является её головным убором. Как олицетворение трона она была важным представителем власти фараона. Сам фараон рассматривался как её дитя, восседающее на троне, который она ему предоставила. Её культ был очень популярен на всей территории Египта, но самые важные храмы располагались в Бехбейт эль-Хагар и, начиная с правления Нектанеба I, в Филах.
Миф об Осирисе и Исиде играл важную роль в египетской культуре, например, считалось, что разлив реки Нил — это слёзы, которые Исида проливает о погибшем супруге. Поклонение Исиде было распространено во всём греко-римском мире и продолжалось до запрета язычества в христианскую эру.

## Происхождение
Исида — первая дочь Геба, бога земли, и Нут, богини неба. Она появилась на свет в первый из пяти священных дней, которые закрывают год. Родилась вместе (либо спустя три дня) с братом-близнецом Осирисом. Их сестрой была Нефтида, братом — Сет.

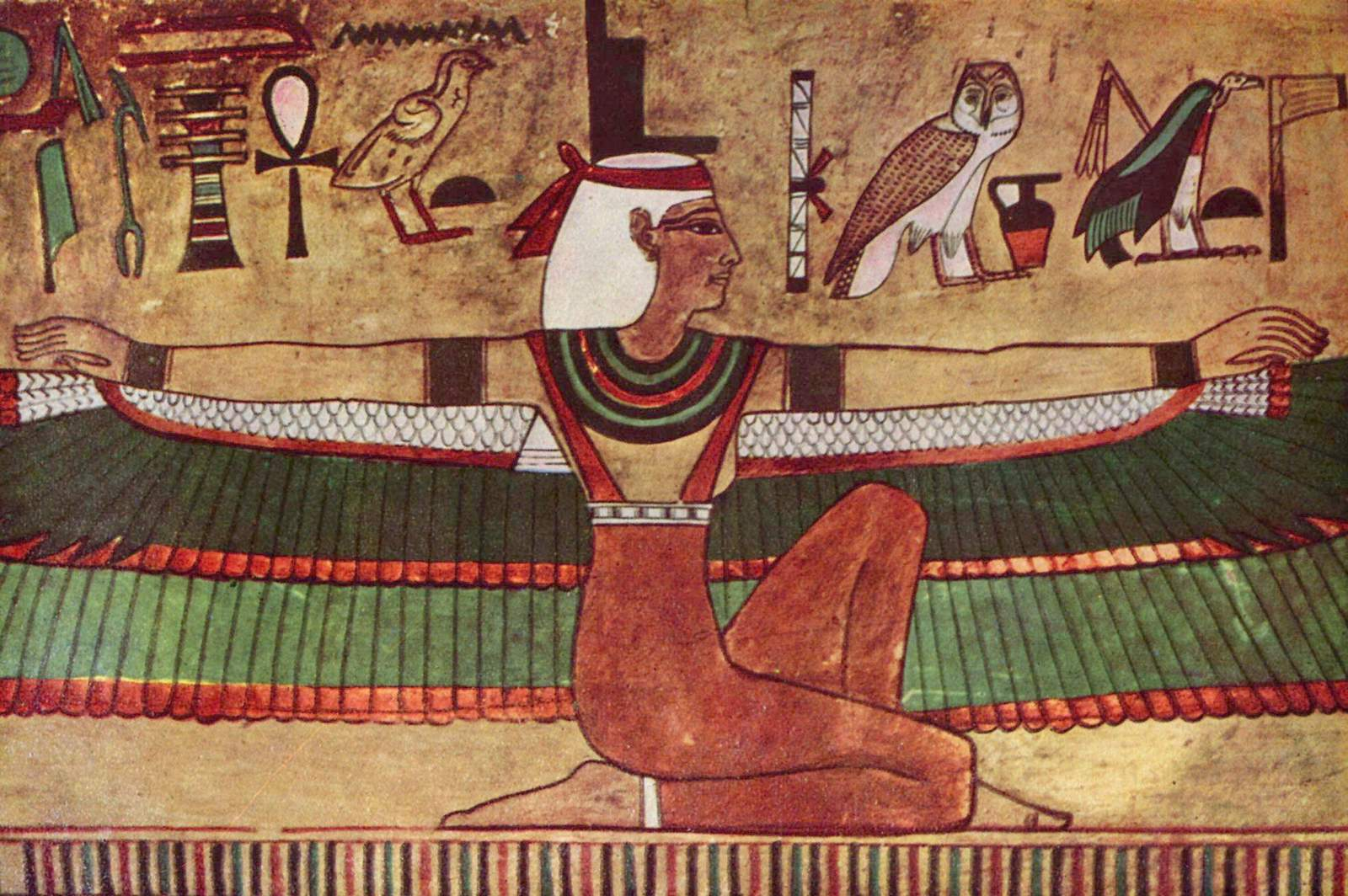
Исида. Расписанный рельеф из гробницы Сети I в Долине царей. XIX династия

В ранний период Исиду назвали женой Осириса, вероятно, оттого, что ей поклонялись по соседству, а также потому, что её имя в египетском языке было созвучно имени Осириса. Это подтвердило распространившуюся идею о небесных близнецах (разнополых).
От Осириса она родила сына Гора.

## Изображение
Исиду чаще изображали женщиной с иероглифом своего имени над головой. Многочисленные статуи и рельефы изображают богиню кормящей грудью сына Гора, принявшего облик фараона.
В память о воскрешении Осириса, когда она обратилась в птицу Хат, Исида изображалась в облике прекрасной женщины с птичьими крыльями, которыми она защищает Осириса, фараона или просто умершего. Исида часто предстаёт и коленопреклонённой, в белой повязке афнет, оплакивающая каждого усопшего так, как когда-то оплакивала самого Осириса.

## Мифология

### Миф об Осирисе
В мифах, часть которых дошла до нашего времени только в известном пересказе Плутарха («Об Исиде и Осирисе»), богиня хорошо известна как верная супруга Осириса.
Когда Исида узнала об адюльтере Осириса с Нефтидой, то сотрясла вселенную криком отчаяния и сорвала ленты с брачного ложа. Она обратилась к Тоту, который обещал дать средство, чтобы вернуть привязанность супруга. Опасаясь гнева мужа Сета, Нефтида бросила младенца Анубиса в камышовых зарослях, где с помощью собак его нашла Исида.

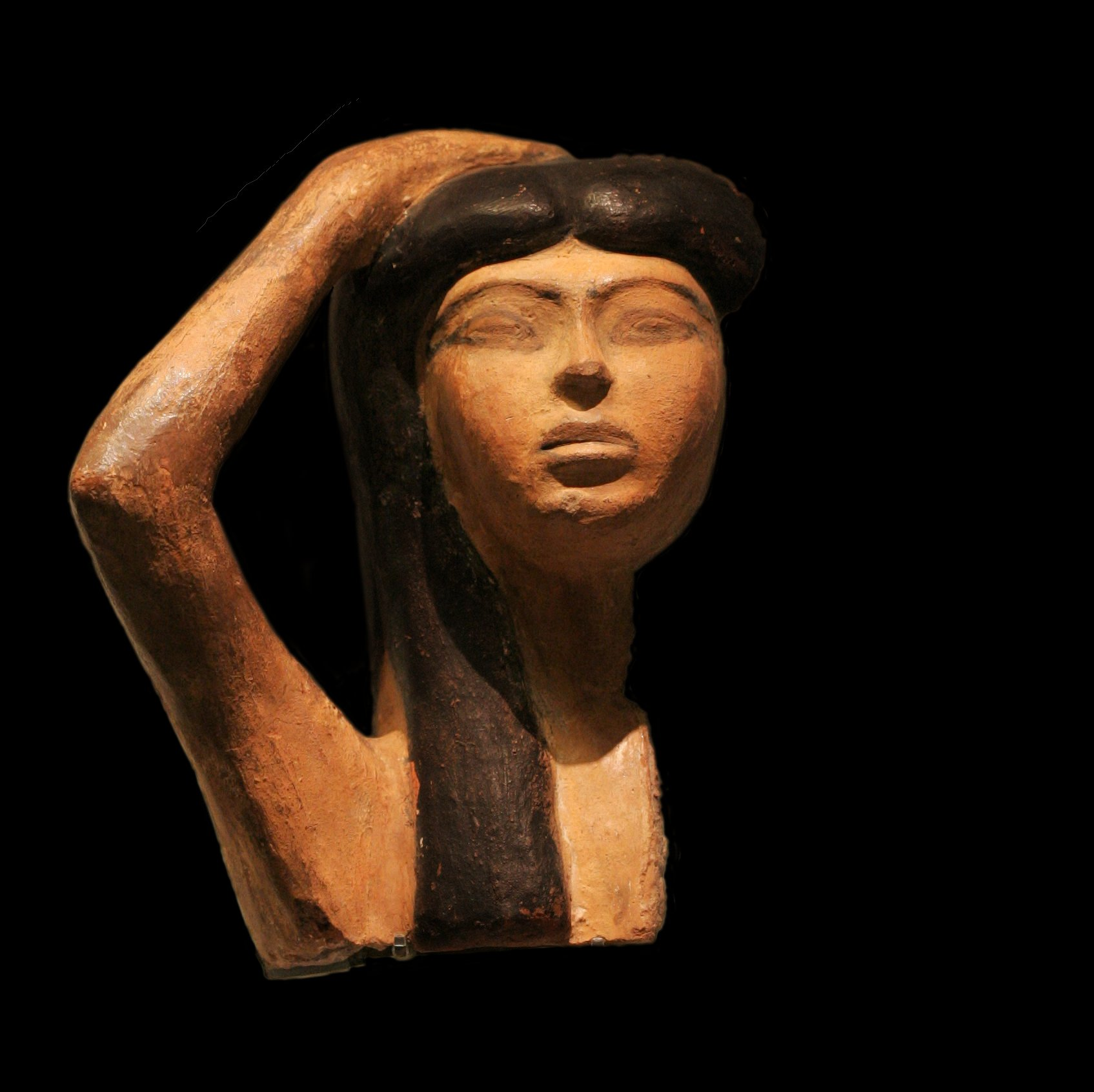
Фрагмент фигурки: возможно, оплакивающая мужа Исида. XVIII династия. Лувр

Сет решил отомстить брату и убил его. Согласно Плутарху (поздняя версия), услышав об убийстве мужа, Исида обрезала волосы, облачилась в траурные одеяния и отправилась на поиски Осириса. Волны вынесли сундук с его телом к сирийскому побережью Библоса. На этом месте проросло дерево (вереск, тамариск или кедр) и оплело ящик. Местный правитель Мелеккарет приказал срубить дерево и изготовить из него колонну. Придя в Библос, Исиде удалось с разрешения правителя и его жены Астарты (то есть двух азиатских богов, двойников Исиды и Осириса) извлечь из колонны саркофаг. Саму колонну она обернула в лён, умастила маслами и оставила для поклонения местным жителям. Этот неизвестный из египетских источников эпизод даёт объяснение практике культа Исиды и Осириса в Библе во времена Плутарха и, предположительно, в раннем Новом царстве.
Исида вернулась с телом мужа в Египет и с помощью Нефтиды укрыла в болотах близ города Буто, чтобы оплакать Осириса. Обращение богинь во время поиска и оплакивания в сокола и коршуна может объясняться повадками птиц: коршун издаёт крик, похожий на плач, и пролетает большие расстояния в поисках падали. В Новом царстве, когда смерть Осириса связывается с ежегодными разливами Нила, воды реки считались слезами Исиды или телесными соками Осириса. В этот же период появилось дополнение, что Сет нашёл и разрубил тело брата (в разных версиях от 14 до 42 частей, по числу номов или провинций Египта), а затем разбросал по Египту (или только по Дельте).

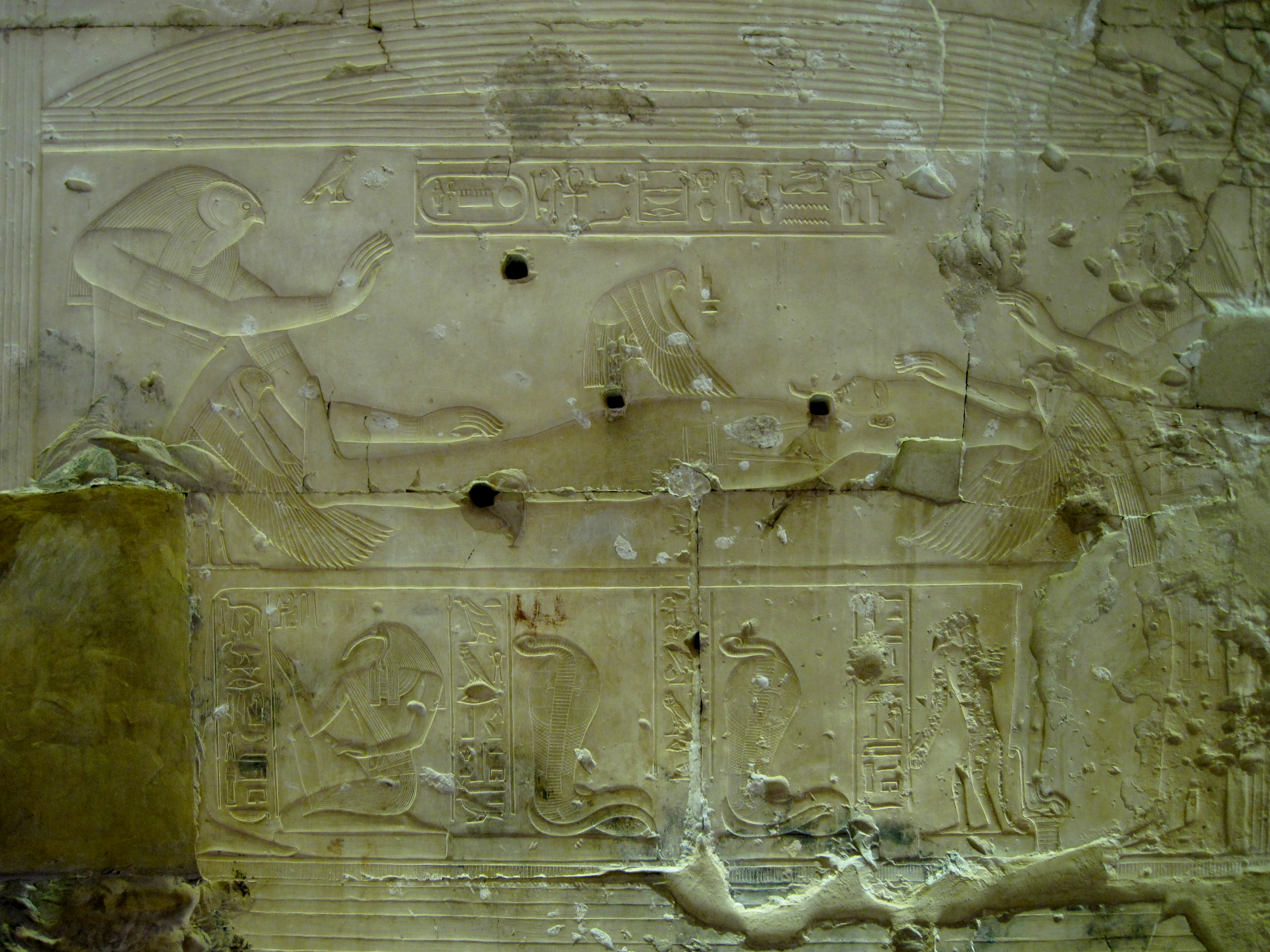
Воскрешение Осириса. Рельеф в храме Сети I в Абидосе

С помощью Анубиса или Тота Исида собрала части тела супруга (по другой версии — похоронила там, где нашла, что объясняет веру древних египтян в нахождении его частей в разных священных храмах и Серапиях), а Анубис забальзамировал его. Согласно одной версии, Гор был рождён или зачат до смерти своего отца, по другой — Исида забеременела от плода древа судьбы (обычно виноградной лозы). Превалировала теория, что Исида забеременела чудесным образом от воскрешённого ненадолго Осириса. Превратившись в самку коршуна — птицу Хат, — Исида распластала крылья по мумии Осириса, произнесла волшебные слова и забеременела. От этого действа родился слабый второй сын Гарпократ (по незнанию Плутарх форму Гора выделил в отдельное божество).
Исида бежала из заточения в болота Нижнего Египта и в виде коровы спряталась от преследователей Сета на плавучем острове Хеммис (егип. Akh-bity «папирусовые заросли фараона Нижнего Египта»), где родила Гора. Согласно грекам, это место лежит неподалёку от Буто, хотя для египтян расположение его не считалось важным и понималось как некое священное уединение. Чтобы уберечь сына от гнева Сета, Исида положила младенца в корзину или сундук и пустила по водам Нила. Божественная няня Рененутет заботилась о нём, пока он не открыл себя миру, «надев свой пояс в густых зарослях» (то есть возмужал). Исида выступала на стороне сына в его противостоянии с Сетом за трон, но также из добрых сестринских чувств иногда приходила на выручку брату Сету.

### Миф о Ра и Исиде
По преданию, Исида желала завладеть тайным знанием и обрести магическую силу стареющего бога Ра. Она заметила, что с уголков его губ капала слюна и падала на землю. Она собрала капли слюны Ра, смешала её с пылью, слепила из неё змею, произнесла над ней свои заклинания и положила на дороге, по которой ежедневно проходил солнечный бог. Змея укусила Ра, он закричал, и все боги бросились к нему на помощь. Ра сказал, что несмотря на все его заклинания и его тайное имя, его укусила змея. В обмен на исцеление Исида потребовала у Ра поведать ей своё тайное имя, ключ ко всем загадочным силам вселенной. Бог солнца сказал, что он Хепри утром, Ра в полдень и Атум вечером, но это не удовлетворило Исиду. И тогда Ра сказал: «Пусть Исида поищет во мне, и моё имя перейдёт из моего тела в её». После этого Ра скрылся от взора богов на своей ладье, и трон в ладье Владыки миллионов лет стал свободен. Исида договорилась с Гором, что Ра должен поклясться в том, что расстанется со своими двумя Очами (Солнцем и Луной). Когда Ра согласился с тем, чтобы его тайное имя стало достоянием колдуньи, а его сердце вынуто из груди, Исида сказала:
«Истекая, яд, выходи из Ра, Око Гора, выходи из Ра и засияй на его устах. Это заклинаю я, Исида, и это я заставила яд упасть на землю. Воистину имя великого бога взято у него, Ра будет жить, а яд умрёт; если же яд будет жить, то умрёт Ра».

## Символы

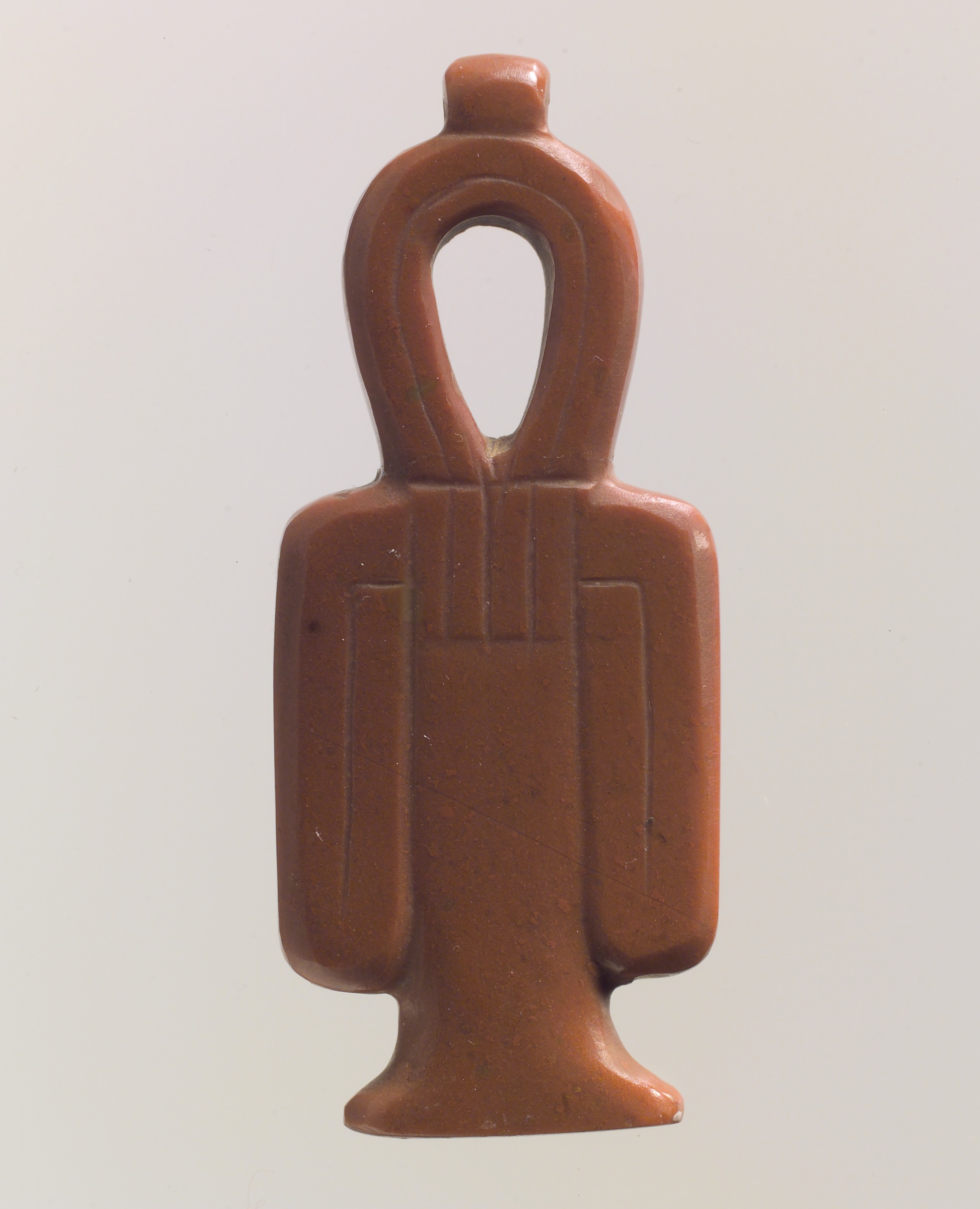
Амулет тиет из яшмы, ок. 1550 − 1275 годы до н. э., XVIII династия

Символом Исиды был царский трон, знак которого часто помещается на голове богини. С эпохи Нового царства культ богини стал тесно переплетаться с культом Хатхор, в результате чего Исида иногда имеет убор в виде солнечного диска, обрамленного рогами коровы. Священным животным Исиды как богини-матери считалась «великая белая корова Гелиополя» — мать мемфисского быка Аписа.
Одним из широко распространенных символов богини являлся амулет тиет — «узел Исиды», или «кровь Исиды», часто выполнявшийся из минералов красного цвета — сердолика и яшмы. Как и Хатхор, Исида повелевает золотом, считавшимся образцом нетленности; на знаке этого металла она часто изображается коленопреклоненной.
Небесные проявления Исиды — это прежде всего звезда Сопдет, или Сириус, «госпожа звёзд», с восходом которой от одной слезы богини разливается Нил; а также грозная гиппопотам Исида Хесамут (Исида, мать грозная) в облике созвездия Большой медведицы хранящая в небесах ногу расчленённого Сета с помощью своих спутников — крокодилов. Также Исида вместе с Нефтидой может представать в облике газелей, хранящих горизонт небес; эмблему в виде двух газелей-богинь носили на диадемах младшие супруги фараона в эпоху Нового царства.
Ещё одно воплощение Исиды — богиня Таит, предстающая в облике коровы покровительница погребальных пелён и ткачества, повелительница священного саркофага, в котором возрождается, согласно осирическому ритуалу мистерий, тело убитого братом Осириса. Сторона света, которой повелевает богиня — запад, её ритуальные предметы — систр и священный сосуд для молока — ситула.
Вместе с Нефтидой, Нейт и Селкет Исида была великой покровительницей умершего, своими божественными крыльями защищала западную часть саркофагов, повелевала антропоморфным духом Имсети, одним из четырёх «сыновей Гора», покровителей каноп.

## Культ
Вместе с богинями Нут, Тефнут и Нефтидой Исида, носящая эпитет «Прекрасная», присутствует при родах каждого фараона, помогая царице-матери разрешиться от бремени. Своим знанием Исида, одна из божеств-покровителей медицины, исцелила младенца Гора, ужаленного в болотах скорпионами. С тех пор, подобно богине Селкет, она иногда почиталась как великая владычица скорпионов. Свои тайные силы богиня передала Гору, тем самым вооружив его великой магической силой.
С развитием культа история смерти Осириса, горе его вдовы Исиды, борьба Гора стали темами многочисленных религиозных драм на великих народных празднествах.

### Центры почитания

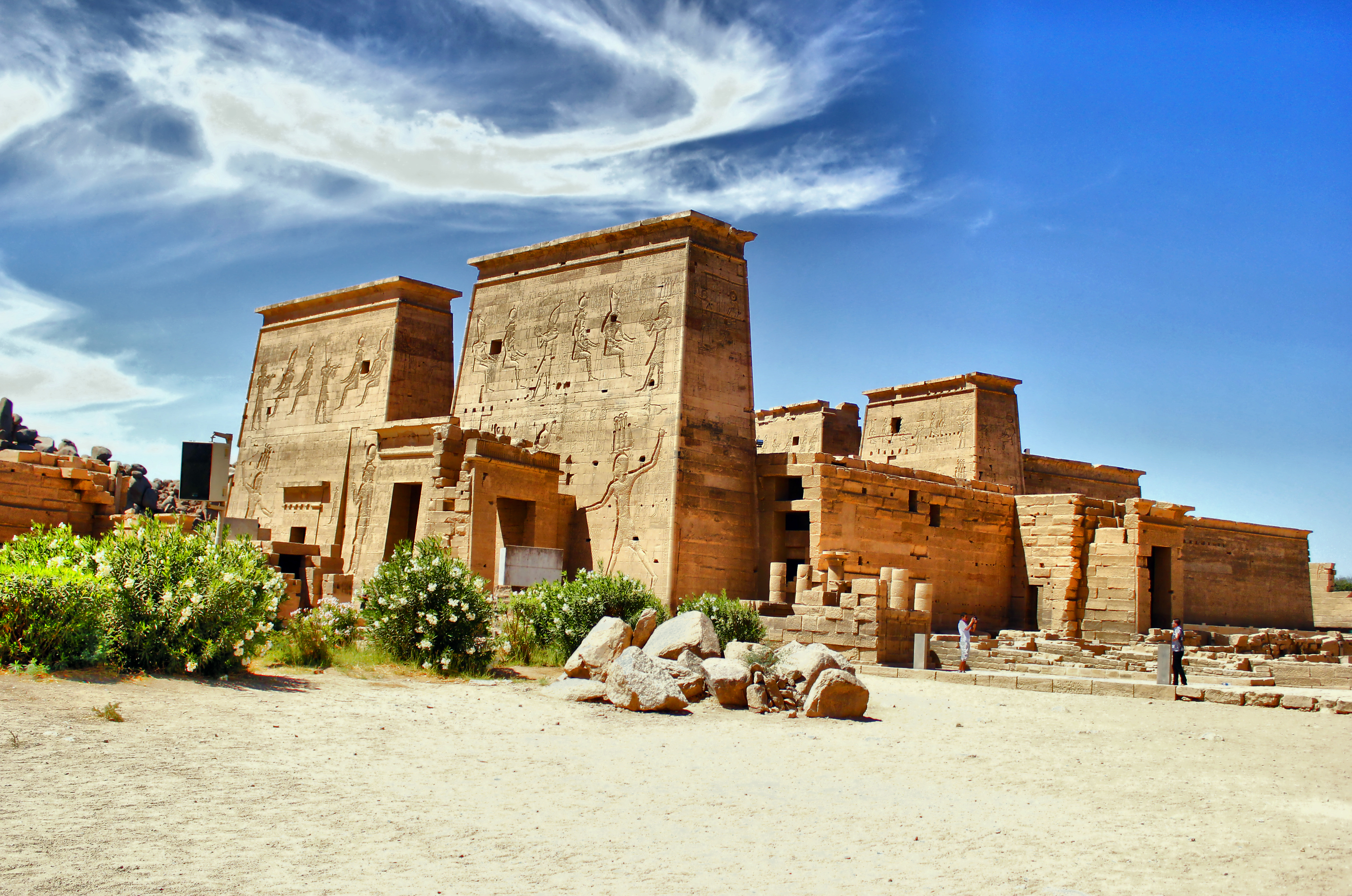
Храм Исиды на о. Агилика (Египет)

Главное святилище Исиды, существовавшее вплоть до исчезновения древнеегипетской цивилизации, находилося на острове Филе, неподалёку от Асуана (в 1970-е все ценные объекты перенесены на соседний остров Агилика из-за подтопления от плотин). Здесь богине, почитавшейся во многих других храмах Нубии, поклонялись вплоть до VI века н. э., в то время, когда весь остальной Египет уже был христианизирован. Святилище Исиды и Осириса на Филе оставалось вне зоны действия эдикта императора Феодосия I о запрете языческих культов 391 года в силу соглашения, достигнутого ещё Диоклетианом с правителями Нобатии, посещавшими храм в Филе как оракул. Наконец, византийский император Юстиниан I отправил военачальника Нарсеса разрушить культовые сооружения на острове и доставить их реликвии в Константинополь.
Другие центры почитания богини располагались по всему Египту; наиболее известные из них — это Коптос, где Исида считалась супругой бога Мина, владыки восточной пустыни; Дендера, где богиня неба Нут родила Исиду, и, конечно же, Абидос, в священную триаду которого богиня входила вместе с Осирисом и Гором.

### В античной традиции

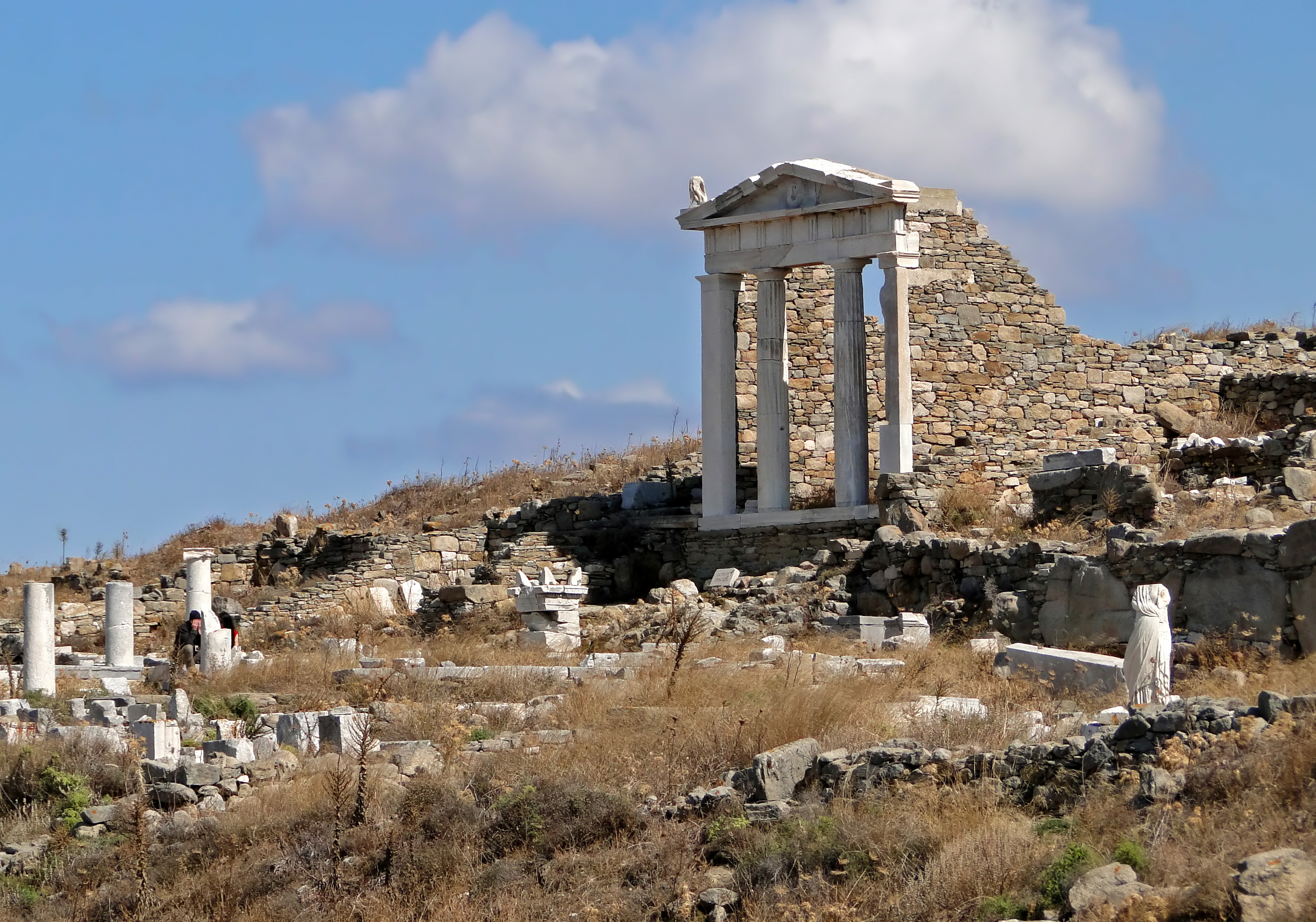
Руины храма Исиды в Делосе (Греция)

Богиня была хорошо известна грекам и римлянам как жена Осириса. Её отождествляли с Деметрой, с Ио, дочерью Инаха, египтяне так назвали Ио. Некоторые считали, что она стала созвездием Девы, поместила Сириус на голову Пса. Рыба, которая ей помогла, стала созвездием Южной Рыбы, а её сыновья — Рыбами. Изобрела паруса, когда искала своего сына Гарпократа (Гора).
В эпоху эллинизма Исида обрела широкую популярность среди греков. Её связывали с любовью и справедливостью и материнской любовью ко всем людям. Поклонявшиеся ей обязывались вести высоконравственную жизнь.
В произведении античного автора Апулея «Метаморфозы» описываются церемонии инициации в служители богини, хотя их полное символическое содержание так и остаётся загадкой.
Культ Исиды и связанные с ним мистерии приобрели значительное распространение в греко-римском мире, сравнимое с христианством и митраизмом. Как вселенская богиня-мать, Исида пользовалась широкой популярностью в эпоху эллинизма не только в Египте, где её культ и таинства процветали в Александрии, но и во всём Средиземноморье. Известны её храмы (лат. Iseum) в Библе, Афинах, Риме; неплохо сохранился храм, обнаруженный в Помпеях. Алебастровая статуя Исиды III века до н. э., обнаруженная в Охриде, изображена на македонской банкноте достоинством в 10 денаров.

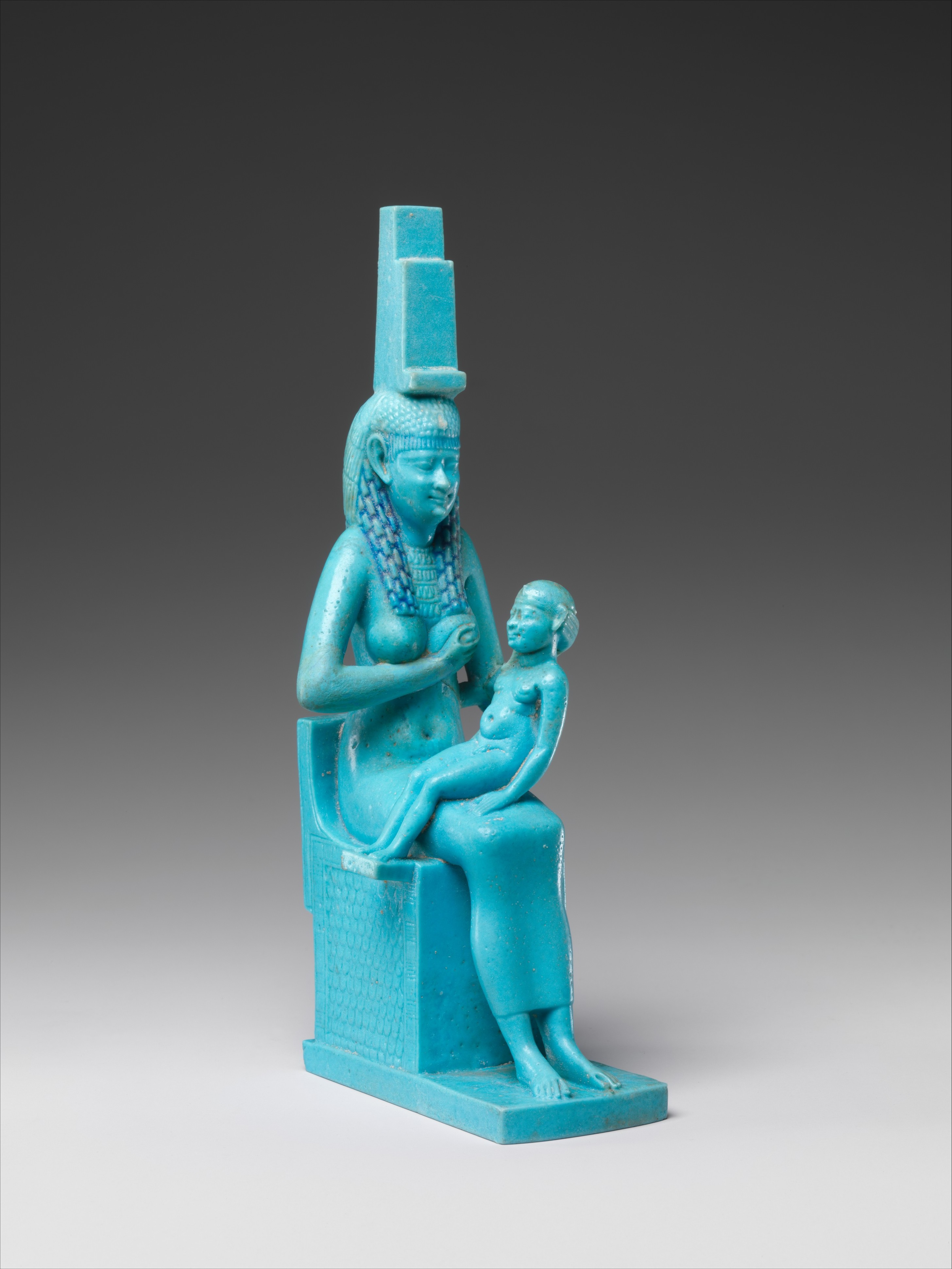
Исида вскармливает сына Гора — фаянсовая статуэтка 332—330 годов до н. э. Метрополитен-музей

В позднеантичную эпоху святилища и мистерии Исиды были широко распространены и в других городах Римской империи, среди которых выделялся храм в Лютеции (совр. Париж). В римское время Исида намного превзошла своей популярностью культ Осириса и стала серьёзной соперницей становления раннего христианства. Калигула, Веспасиан и Тит Флавий Веспасиан делали щедрые подношения святилищу Исиды в Риме. На одном из изображений на триумфальной арке Траяна в Риме император показан жертвующим вино Исиде и Гору. Император Галерий считал Исиду своей покровительницей.
Отдельные авторы XIX—XX веков усматривали в почитании «Чёрных Мадонн» в христианских храмах средневековой Франции и Германии отголоски культа Исиды. Мифологическая школа считала, что имеет место иконографическое влияние образа Исиды с младенцем Гором-Гармахисом на изображение Богородицы с младенцем Иисусом, а также параллели между мотивом бегства Святого семейства в Египет от преследований Ирода и сюжетом о том, как Исида спрятала юного Гора, опасаясь гнева Сета.
По мнению этнографа и религиоведа Джеймса Фрэзера, элементы культа Исиды имели сходство с католической обрядностью:

Величественный ритуал Исиды — эти жрецы с тонзурами, заутренние и вечерние службы, колокольный звон, крещение, окропление святой водой, торжественные шествия и ювелирные изображения Божьей Матери <…> — во многих отношениях напоминает пышную обрядовость католицизма.
Однако ряд сходств, упоминаемых Фрэзером, является спорным. Например, Фрэзер упоминает тонзуры жрецов Исиды, хотя, согласно Плутарху, жрецы Исиды полностью удаляли волосы на голове и теле.

## Образ в культуре и науке
- Волшебная флейта (нем. Die Zauberflöte) (K.620) — опера-зингшпиль Моцарта, ария Зарастро «O Isis und Osiris» (О вы, Изида и Осирис).
- 2016 — фильм «Боги Египта»; роль Исиды исполнила актриса Рэйчел Блейк.

### В астрономии
- Астероиды главного пояса: (42) Изида, открытый в 1856 году, и (728) Леонисида, открытый в 1911 году;
- равнина Исиды на Марсе.